# Lewis Henry Gann
Lewis Henry Gann (geboren als Ludwig Hermann Ganz 28. Januar 1924 in Mainz; gestorben 17. Januar 1997 in Palo Alto) war ein britisch-US-amerikanischer Historiker.

## Leben
Ludwig Hermann Ganz war ein Sohn des großbürgerlichen Juristen und Kaufmanns Hermann Ganz und der Juristin Charlotte Fromberg. Sein älterer Bruder Peter Ganz wurde Germanist. Die Familie hatte jüdische Vorfahren und wurde im nationalsozialistischen Deutschland verfolgt. Sie floh nach der Reichspogromnacht 1938 nach London, der Großvater Felix Ganz wurde im KZ Auschwitz ermordet. Ganz besuchte die Carlisle Grammar School, an der der Emigrant Victor Ehrenberg sein Lateinlehrer war. Ab 1943 diente er in der British Army bei den Royal Fusiliers und war nach Kriegsende im besetzten Berlin stationiert, er wurde 1947 demobilisiert.
Lewis Henry Gann, wie er sich ab 1944 nannte, studierte Geschichte am Balliol College mit einem Abschluss als B.A. im Jahr 1950. Er heiratete 1950 die Kunstgewerblerin Rita Herta Niessler, sie hatten zwei Kinder. Gann ging für eine Zeit an das Rhodes-Livingstone Institute in Nordrhodesien. Er setzte das Studium in Oxford als Externer mit einem Abschluss als B.Litt. fort und arbeitete von 1952 bis 1954 an der University of Manchester. Danach wurde er für die Föderation von Rhodesien und Njassaland Archivar bei den National Archives of Rhodesia. Nach der Auflösung der staatlichen Einheit der Föderation im Jahr 1963 arbeitete er als Senior Fellow und Kurator der afrikanischen Sammlungen der Hoover Institution Library and Archives an der Stanford University in den USA. Dort war er bis zu seiner Pensionierung tätig. 1964 wurde er amerikanischer Staatsbürger.
Gann veröffentlichte eine Vielzahl historischer und politologischer Schriften, zunächst vornehmlich zur jüngeren Geschichte Afrikas, einen Teil davon gab er zusammen mit Peter Duignan heraus, so 1969 bis 1974 bei der Cambridge University Press das fünfbändige Werk Colonialism in Africa, 1870–1960. Seit 1968 war er ferner Mitherausgeber des International Journal of African Historical Studies (IJAHS).
Gann war Fellow der Royal Historical Society in London und wurde mit dem Bundesverdienstkreuz ausgezeichnet.

## Schriften (Auswahl)
- The Birth of a Plural Society: The Development of Northern Rhodesia under the British South Africa Company, 1894–1914. Manchester: Rhodes-Livingstone Institute, 1958.
- Lewis H. Gann; Michael Gelfand: Huggins of Rhodesia: the man and his country. London : Allen & Unwin, 1964.
- A History of Northern Rhodesia: Early Days to 1953. London: Chatto & Windus, 1964.
- Guerrillas in History. Stanford: Hoover Institution Press, 1971.
- Central Africa: The Former British States. Englewood Cliffs: Prentice Hall, 1971.
- The Makings of Central Africa. Salisbury: Central Africa Historical Association, 1972.
- Neo-colonialism, imperialism, and the "New Class". Menlo Park: Institute for Humane Studies, 1975.
- Arthur J. Knoll, Lewis H. Gann (Hrsg.): Germans in the tropics: essays in German colonial history. New York; Westport, Conn., 1987.

Mit Peter Duignan

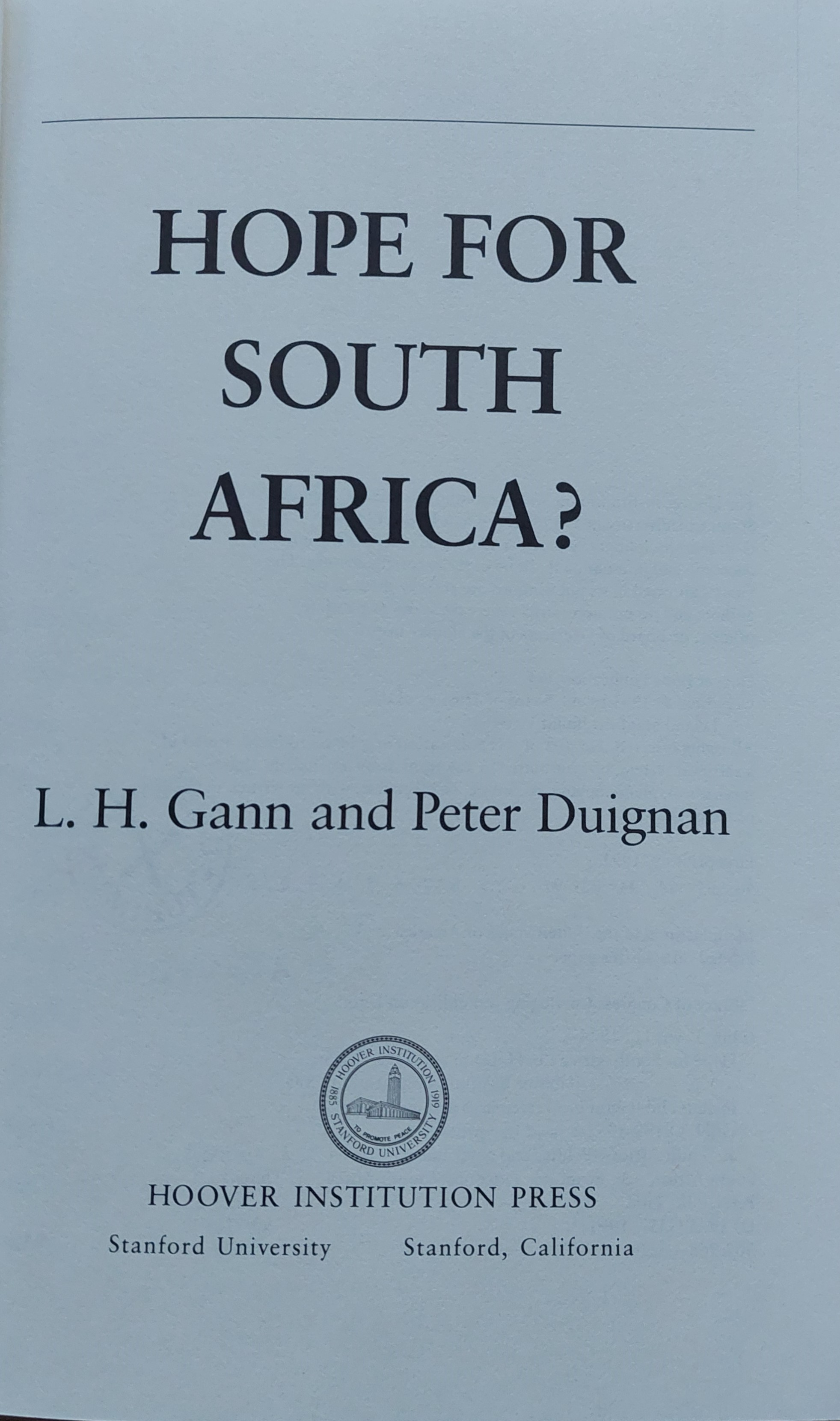
Hope for South Africa? (1991)

- White Settlers in Tropical Africa. Hammondsworth: Penguin, 1962.
- A history of Northern Rhodesia : early days to 1953. London : Chatto & Windus, 1964.
- A history of Southern Rhodesia – 1: Early days to 1934. London : Chatto & Windus, 1965.
- Burden of Empire. The Pall Mall Press, Published for Hoover Institution, Stanford University, 1968.
- (Hrsg.): Colonialism in Africa 1870–1960. Band 2. The history and politics of colonialism 1914–1960. Cambridge : Univ. Pr., 1970.
- Africa and the World: An Introduction to the History of Sub-Saharan Africa from Antiquity to 1840. San Francisco: Chandler, 1972.
- The Rulers of German Africa 1884–1914. Stanford: Stanford University Press, 1977.
- The Rulers of British Africa, 1870–1914. Stanford: Stanford University Press, 1978.
- South Africa : war, revolution or peace? Stanford, Cal. : Hoover Institution Pr., 1978.
- (Hrsg.): African proconsuls : European governors in Africa. New York : Free Press, 1978.
- The Rulers of Belgian Africa, 1884–1914. Princeton: Princeton University Press, 1979.
- Why South Africa will survive. A Historical Analysis. 1981.
  - Südafrika geht seinen Weg. Übersetzung Albert Knierim. Stuttgart: Seewald, 1982.
- The United States and Africa, A History. Cambridge Press, 1984.
- The Hispanics in the United States: A History. Stanford: Hoover Institute, 1986.
- Hope for South Africa? Stanford: Hoover Institute, 1991.
- The Rebirth of the West. Blackwell, 1992.
- Contemporary Europe and the Atlantic Alliance. Blackwell, 1998.